# 신청평축구장
신청평축구장(新淸平蹴球場, Sincheongpyeong Football Field)은 대한민국 경기도 가평군에 있는 스포츠 시설이다. 천연잔디 필드가 갖춰진 경기장이며, 2009년에 준공되었다.

## 참고 문헌
- 《2019년 전국 공공체육시설 현황 (2018년말 기준)》. 대한민국 문화체육관광부. 2020.